# معهد فرنسا

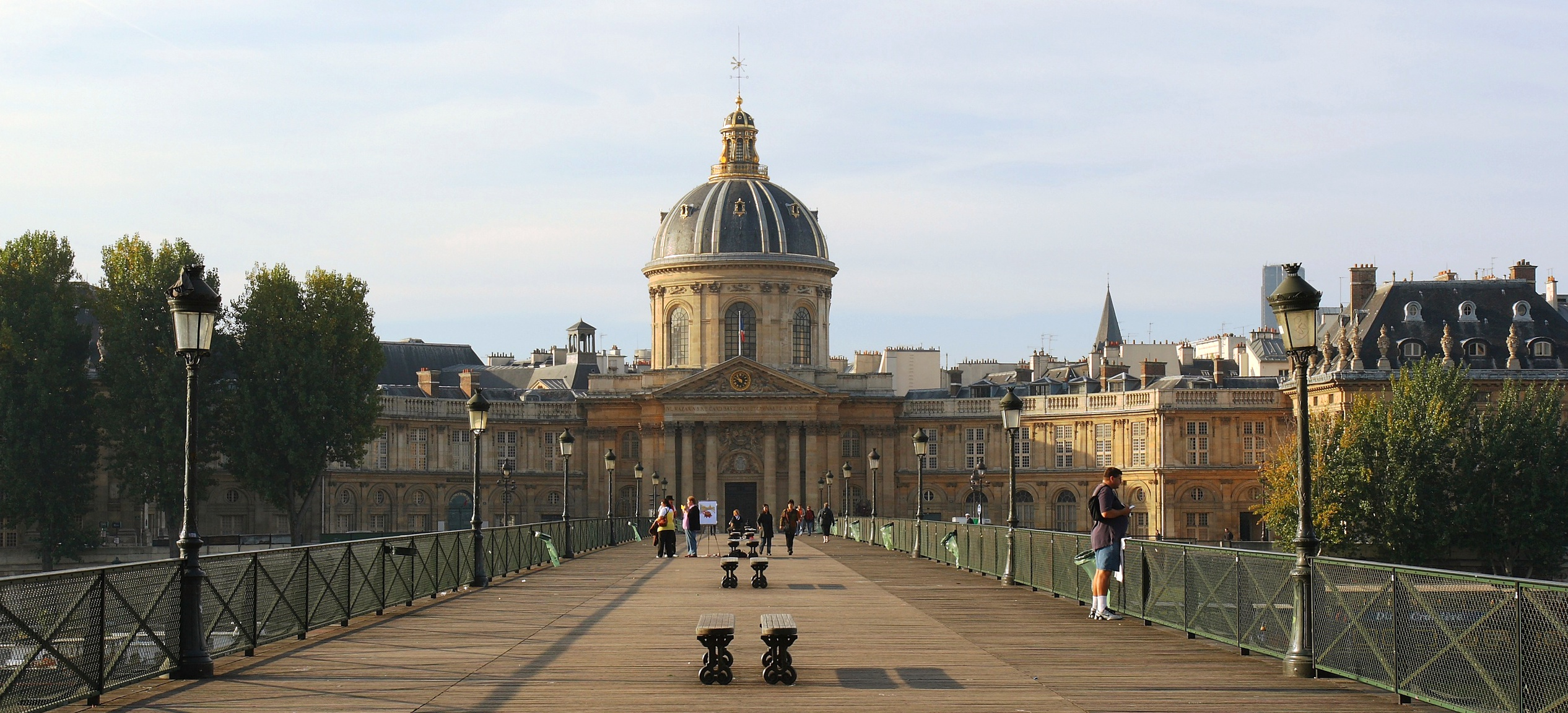
معهد فرنسا

معهد فرنسا (بالفرنسية: Institut de France)‏ هو معهد أكاديمي فرنسي أُسس في 25 أكتوبر 1795. مدعوم من طرف الحكومة الفرنسية. ويمنح كل عام جوائر لأفضل عمل في كل حقل.
يضم المعهد خمس أكاديميات موحدة وهي:
- أكاديمية اللغة الفرنسية تأسست عام 1634 من طرف ريشيليو وتعمل على تنمية الأدب واللغة الفرنسية.
- أكاديمية المخطوطات والأدب تأسست عام 1663 تهتم بتدريس التاريخ القديم والمخطوطات، واللغات الشرقية والقديمة.
- أكاديمية العلوم تأسست عام 1666 مختصة بتدريس العلوم البيولوجية والفيزيائية.
- أكاديمية الفنون الجميلة تأسست عام 1648 تهتم بتدريس وتطوير الموسيقى والفنون الجميلة.
- أكاديمية العلوم الأخلاقية و السياسية الفرنسية تأسست عام 1832 وهي خاصة بتدريس الفلسفة والقانون والعلوم الاجتماعية.

## وصلات خارجية
- موقع معهد فرنسا (باللغات الفرنسية، والإنجليزية، والألمانية).